# جام حذفی فوتبال ایران ۹۱–۱۳۹۰
جام حذفی فوتبال ایران ۹۱–۱۳۹۰ بیست و پنجمین دوره جام حذفی فوتبال ایران که توسط فدراسیون فوتبال ایران برگزار شد.
تیم استقلال تهران با غلبه بر تیم شاهین بوشهر در فینال مسابقات برای ششمین بار قهرمان این دوره از رقابت‌ها شد و به مسابقات لیگ قهرمانان آسیا ۲۰۱۳ راه پیدا کرد.

## تاریخچه
بازیهای جام حذفی این فصل به صورت تک حذفی انجام شد.دیدار پایانی بیست و پنجمین دورهٔ جام حذفی فوتبال ایران در روز ۲۵ اسفند ۱۳۹۰ در ورزشگاه حافظیهٔ شیراز برگزار شد و استقلال با برتری برابر شاهین بوشهر برای ششمین بار قهرمان جام حذفی فوتبال ایران شد.در بازی فینال برای تیم استقلال تهران سید مهدی رحمتی، پژمان منتظری، حنیف عمران‌زاده، میثم حسینی، علی حمودی، مهدی امیرآبادی، جی لوید ساموئل، فریدون زندی، خسرو حیدری، آرش برهانی، اسماعیل شریفات، محسن یوسفی، میلاد میداوودی و گوران یرکوویچ با مربیگری پرویز مظلومی و برای تیم شاهین بوشهر وحید طالب‌لو، هادی شکوری، لک چیرا، علی انصاریان، محسن ایران‌نژاد، ایوان پترویچ، مهدی نوری، مرتضی عزیزمحمدی، امجد شکوه‌مقام، عباس پورخسروانی، منصور تنهایی، مهرزاد رضایی، مهدی کیانی، بابک لطیفی با مربیگری حمید درخشان به میدان رفتند.

## نحوه حضور تیم‌ها
مسابقات حذفی کشور بین ۳۴ تیم قهرمان استان (۳۱ تیم قهرمان استان‌ها، ۱ تیم از توابع تهران، ۱ تیم از کیش و ۱ تیم از خرمشهر)، ۲۰ تیم حاضر در مسابقات لیگ دسته دوم کشور، ۲۸ تیم حاضر در مسابقات لیگ دسته اول کشور، ۱۸ تیم حاضر در مسابقات لیگ برتر (جمعاً ۱۰۰ تیم) در دو مرحله و به صورت تک حذفی و به شرح ذیل برگزار شد.
- مرحله نخست: این مرحله در سه دور و با حضور ۳۴ تیم قهرمان استان‌ها، ۲۰ تیم حاضر در مسابقات لیگ دسته دوم کشور ، ۲۸ تیم حاضر در مسابقات لیگ دسته اول کشور (جمعاً ۸۲ تیم)، برای تعیین ۱۴ تیم راه‌یافته به مرحلهٔ یک‌شانزدهم نهایی برگزار شد. در دور نخست ۵۲ تیم با هم به رقابت پرداختند. سپس در دور دوم ۲۶ تیم برنده دور قبل با ۳۰ تیم دیگر (در مجموع ۵۶ تیم) بازی کردند و در دور سوم ۲۸ تیم برنده دور دوم به مسابقه پرداخته و ۱۴ تیم برنده به مرحله بعد رفتند.
- مرحله دوم: این مسابقات با حضور ۱۴ تیم صعودکننده از مرحله نخست به همراه ۱۸ تیم لیگ برتر (جمعاً ۳۲ تیم) برای تعیین تیم قهرمان ادامه یافت.

## تعیین تیم میزبان
تیم‌های میزبان یا میهمان مسابقات تا مرحله فینال در اولین مسابقه با قید قرعه تعیین شدند. بدین ترتیب که تیم‌های با شماره زوج: میزبان و تیم‌های با شماره فرد: میهمان بودند و بعد از آن تیم‌هایی که در مسابقه قبل مهمان بودند؛ میزبان، و تیم‌های میزبان میهمان می‌شدند.
- چنانچه یک تیم در مرحله قبل میزبان بود و بازی بعدی آن با تیمی برگزار می‌شد که عدد فرد داشت و آن تیم با عدد فرد اولین مسابقه خود را انجام می‌داد، برای تعیین تیم میزبان قرعه‌کشی می‌شد.
- چنانچه یک تیم در مرحله قبل میهمان بود و بازی بعدی آن با تیمی بود که عدد زوج داشت و آن تیم با عدد زوج اولین مسابقه خود را انجام می‌داد، برای تعیین تیم میزبان قرعه‌کشی می‌شد.
- چنانچه هر دو تیم در مرحله قبل میزبان یا میهمان بودند، میزبان یا میهمان آن مسابقه با قید قرعه تعیین می‌شد.
- دیدار فینال به صورت تک بازی برگزار گردید. قرار شد که اگر دو تیم فینالیست از یک شهر باشند دیدار فینال در همان شهر برگزار شود. در غیر این صورت بازی فینال در شهری بی‌طرف برگزار شود.

## مرحله اول
| شماره | تاریخ           | تیم میزبان           | نتیجه  | تیم میهمان                    | توضیحات                               |
| ----- | --------------- | -------------------- | ------ | ----------------------------- | ------------------------------------- |
| ۱     | ۲۱ شهریور، ۱۳۹۰ | ماهان کرمانشاه       | ۰-۱    | داتیس لرستان                  | [ ۵ ]                                 |
| ۲     | ۲۱ شهریور، ۱۳۹۰ | هدف میناب            | انصراف | آریا خرمدره                   | آریا خرمدره از مسابقات انصراف داد     |
| ۳     | ۲۱ شهریور, ۱۳۹۰ | آشیان گستر ورامین    | ۰-۴    | شهی مهدی ماهان کرمان          | [ ۵ ]                                 |
| ۴     | ۲۱ شهریور, ۱۳۹۰ | مقاومت تهران         | ۱-۵    | بهمن ایلام                    | [ ۵ ]                                 |
| ۵     | ۲۱ شهریور, ۱۳۹۰ | پرشین زنجان          | انصراف | جهان الکتریک نیشابور          | پرشین زنجان از مسابقات انصراف داد     |
| ۶     | ۲۱ شهریور، ۱۳۹۰ | انصار سیمان شاهرود   | ۵-۱    | مهر کرج                       | [ ۵ ]                                 |
| ۷     | ۲۱ شهریور, ۱۳۹۰ | استقلال رامهرمز      | ۱-۴    | عقاب شیراز                    | [ ۵ ]                                 |
| ۸     | ۲۱ شهریور, ۱۳۹۰ | کیمیا رشد آق قلا     | ۴-۶    | امید خلخال اردبیل             | [ ۵ ]                                 |
| ۹     | ۲۱ شهریور, ۱۳۹۰ | منطقه ویژه بندر عباس | انصراف | البدر بندر کنگ                | منطقه ویژه از مسابقات انصراف داد      |
| ۱۰    | ۲۱ شهریور, ۱۳۹۰ | کیش ایر کیش          | انصراف | شهرداری نقده                  | کیش ایر از مسابقات انصراف داد         |
| ۱۱    | ۲۱ شهریور, ۱۳۹۰ | حفاری اهواز          | ۰-۴    | نوسازی مدارس همدان            | [ ۵ ]                                 |
| ۱۲    | ۲۱ شهریور, ۱۳۹۰ | استقلال اهواز        | انصراف | سیاه جامگان مشهد              | استقلال اهواز از مسابقات انصراف داد   |
| ۱۳    | ۲۱ شهریور, ۱۳۹۰ | چوکا تالش            | ۰-۶    | شیمی زابل                     | [ ۵ ]                                 |
| ۱۴    | ۲۱ شهریور, ۱۳۹۰ | شاهین کوهرنگ         | انصراف | شهرداری گچساران               | شهرداری گچساران از مسابقات انصراف داد |
| ۱۵    | ۲۱ شهریور, ۱۳۹۰ | تاک مهر تاکستان      | انصراف | میثاق سپاه تفت یزد            | میثاق سپاه از مسابقات انصراف داد      |
| ۱۶    | ۲۱ شهریور, ۱۳۹۰ | اترک بجنورد          | انصراف | سلفچگان قم                    | سلفچگان قم از مسابقات انصراف داد      |
| ۱۷    | ۲۱ شهریور, ۱۳۹۰ | سپیدرود رشت          | انصراف | شهرداری چابکسر                | سپیدرود از مسابقات انصراف داد         |
| ۱۸    | ۲۱ شهریور, ۱۳۹۰ | شهید وحید پاکدشت     | ۱-۲    | سپاهان خورموج بوشهر           | [ ۵ ]                                 |
| ۱۹    | ۲۱ شهریور, ۱۳۹۰ | یادآوران خرمشهر      | ۰-۱    | پومر ساوه                     | [ ۵ ]                                 |
| ۲۰    | ۲۱ شهریور, ۱۳۹۰ | ذوب آهن نوین اصفهان  | ۱-۳    | گهر زاگرس درود نوین           | [ ۵ ]                                 |
| ۲۱    | ۲۱ شهریور, ۱۳۹۰ | میعاد شهریار تهران   | ۴-۱    | صنعت نفت نوین آبادان          | [ ۵ ]                                 |
| ۲۲    | ۲۱ شهریور, ۱۳۹۰ | یاران امید فولادشهر  | ۱-۰    | فولاد نوین اهواز              | [ ۵ ]                                 |
| ۲۳    | ۲۱ شهریور, ۱۳۹۰ | خزر محمود آباد       | انصراف | شموشک نوشهر                   | شموشک نوشهر از مسابقات انصراف داد     |
| ۲۴    | ۲۱ شهریور, ۱۳۹۰ | پرسپولیس کامیاران    | ۳-۲    | گسترش فولاد سهند              | [ ۵ ]                                 |
| ۲۵    | ۲۱ شهریور, ۱۳۹۰ | گیتی پسند اصفهان     | انصراف | پیام مشهد                     | پیام مشهد از مسابقات انصراف داد       |
| ۲۶    | ۲۱ شهریور, ۱۳۹۰ | پاس نوین همدان       | انصراف | موسسه مصطفی لو آذربایجان شرقی | مؤسسه مصطفی لو از مسابقات انصراف داد  |

## مرحله دوم
| شماره | تاریخ           | تیم میزبان           | نتیجه  | تیم میهمان           | توضیحات                                             |
| ----- | --------------- | -------------------- | ------ | -------------------- | --------------------------------------------------- |
| ۲۷    | ۳۰ شهریور, ۱۳۹۰ | ماهان کرمانشاه       | ۰-۱    | هدف میناب            | [ ۷ ]                                               |
| ۲۸    | ۳۱ شهریور، ۱۳۹۰ | جهان الکتریک نیشابور | ۳-۲    | گسترش فولاد تبریز    | [ ۷ ]                                               |
| ۲۹    | ۳۱ شهریور, ۱۳۹۰ | استقلال رامهرمز      | انصراف | صنعت ساری            | صنعت ساری از مسابقات انصراف داد                     |
| ۳۰    | ۳۱ شهریور، ۱۳۹۰ | شیرین فراز کرمانشاه  | ۰-۸    | کیمیا رشد آق قلا     | [ ۷ ]                                               |
| ۳۱    | ۳۱ شهریور, ۱۳۹۰ | شهرداری نقده         | ۲-۱    | گهر زاگرس            | [ ۷ ]                                               |
| ۳۲    | ۳۱ شهریور, ۱۳۹۰ | پاس همدان            | انصراف | شاهین کوهرنگ         | پاس همدان از مسابقات انصراف داد                     |
| ۳۳    | ۳۱ شهریور, ۱۳۹۰ | شهرداری یاسوج        | ۰-۱۴   | شهرداری فردوس        | [ ۷ ]                                               |
| ۳۴    | ۳۱ شهریور, ۱۳۹۰ | اتکا گرگان           | ۰-۱    | تاک مهر تاکستان      | [ ۷ ]                                               |
| ۳۵    | ۳۱ شهریور, ۱۳۹۰ | اترک بجنورد          | انصراف | فولاد یزد            | فولاد یزد از مسابقات انصراف داد                     |
| ۳۶    | ۳۱ شهریور, ۱۳۹۰ | استقلال خوزستان      | ۰-۴    | شهرداری چابکسر       | [ ۷ ]                                               |
| ۳۷    | ۳۱ شهریور, ۱۳۹۰ | سایپا مازندران       | ۰-۲    | شهید وحید پاکدشت     | [ ۷ ]                                               |
| ۳۸    | ۳۱ شهریور, ۱۳۹۰ | پیکان قزوین          | ۰-۱    | یادآوران خرمشهر      | [ ۷ ]                                               |
| ۳۹    | ۳۱ شهریور, ۱۳۹۰ | ماشین سازی تبریز     | انصراف | آلومینیوم هرمزگان    | آلومینیوم هرمزگان از مسابقات انصراف داد             |
| ۴۰    | ۳۱ شهریور, ۱۳۹۰ | تربیت یزد            | ۰-۶    | خزر محمود آباد       | [ ۷ ]                                               |
| ۴۱    | ۳۱ شهریور, ۱۳۹۰ | نیروی زمینی تهران    | ۳-۴    | شاهین کرج            | [ ۷ ]                                               |
| ۴۲    | ۱ مهر, ۱۳۹۰     | آشیان گستر ورامین    | ۱-۰    | مس رفسنجان           | [ ۹ ]                                               |
| ۴۳    | ۱ مهر، ۱۳۹۰     | استیل آذین سمنان     | ۰-۱    | مقاومت تهران         | [ ۹ ]                                               |
| ۴۴    | ۱ مهر, ۱۳۹۰     | البدر بندر کنگ       | ۰-۰    | صنعتی کاوه تهران     | البدر بندر کنگ با حساب ۲-۴ در ضربات پنالتی پیروز شد |
| ۴۵    | ۱ مهر, ۱۳۹۰     | گل گهر سیرجان        | ۰-۲    | چوکا تالش            | [ ۹ ]                                               |
| ۴۶    | ۱ مهر, ۱۳۹۰     | پیام مخابرات شیراز   | ۱-۲    | ذوب آهن نوین اصفهان  | [ ۹ ]                                               |
| ۴۷    | ۱ مهر, ۱۳۹۰     | ایران جوان بوشهر     | ۱-۲    | صنعت نفت نوین آبادان | [ ۹ ]                                               |
| ۴۸    | ۱ مهر, ۱۳۹۰     | فولاد نوین اهواز     | ۱-۰    | شهرداری اراک         | [ ۹ ]                                               |
| ۴۹    | ۱ مهر, ۱۳۹۰     | گسترش فولاد سهند     | ۱-۰    | ابومسلم مشهد         | [ ۹ ]                                               |
| ۵۰    | ۱ مهر, ۱۳۹۰     | پارسه تهران          | ۱-۱    | گیتی پسند اصفهان     | گیتی پسند با حساب ۲-۴ در ضربات پنالتی پیروز شد      |
| ۵۱    | ۱ مهر, ۱۳۹۰     | حفاری اهواز          | انصراف | نساجی مازندران       | نساجی مازندران از مسابقات انصراف داد                |
| ۵۲    | ۱ مهر, ۱۳۹۰     | سیاه جامگان مشهد     | انصراف | برق شیراز            | برق شیراز از مسابقات انصراف داد                     |
| ۵۳    | ۱ مهر, ۱۳۹۰     | مهر کرج              | انصراف | شهرداری بندرعباس     | شهرداری بندرعباس از مسابقات انصراف داد              |
| ۵۴    | ۱ مهر, ۱۳۹۰     | نفت مسجد سلیمان      | انصراف | پاس نوین همدان       | پاس نوین از مسابقات انصراف داد                      |

## مرحله سوم
| شماره | تاریخ        | تیم میزبان        | نتیجه  | تیم میهمان          | توضیحات                                           |
| ----- | ------------ | ----------------- | ------ | ------------------- | ------------------------------------------------- |
| ۵۵    | ۱۵ مهر, ۱۳۹۰ | مس رفسنجان        | ۱-۶    | ماهان کرمانشاه      | [ ۱۰ ]                                            |
| ۵۶    | ۱۵ مهر، ۱۳۹۰ | گسترش فولاد تبریز | ۰-۳    | استیل آذین سمنان    | [ ۱۰ ]                                            |
| ۵۷    | ۱۵ مهر, ۱۳۹۰ | مهر کرج           | ۲-۴    | استقلال رامهرمز     | [ ۱۰ ]                                            |
| ۵۸    | ۱۵ مهر, ۱۳۹۰ | البدر بندر کنگ    | ۲-۰    | شیرین فراز کرمانشاه | [ ۱۰ ]                                            |
| ۵۹    | ۱۵ مهر, ۱۳۹۰ | گهر زاگرس         | ۰-۱    | حفاری اهواز         | [ ۱۰ ]                                            |
| ۶۰    | ۱۵ مهر, ۱۳۹۰ | سیاه جامگان مشهد  | ۰-۲    | گل گهر سیرجان       | [ ۱۰ ]                                            |
| ۶۱    | ۱۵ مهر, ۱۳۹۰ | شاهین کوهرنگ      | ۵-۱    | شهرداری یاسوج       | [ ۱۰ ]                                            |
| ۶۲    | ۱۵ مهر, ۱۳۹۰ | اتکا گرگان        | ۰-۱    | اترک بجنورد         | [ ۱۰ ]                                            |
| ۶۳    | ۱۵ مهر, ۱۳۹۰ | استقلال خوزستان   | ۰-۳    | سایپا مازندران      | [ ۱۰ ]                                            |
| ۶۴    | ۱۵ مهر, ۱۳۹۰ | پیکان قزوین       | ۰-۰    | پیام مخابرات شیراز  | پیام مخابرات با حساب ۸-۷ در ضربات پنالتی پیروز شد |
| ۶۵    | ۱۵ مهر, ۱۳۹۰ | شهرداری اراک      | ۰-۱    | ایران جوان بوشهر    | [ ۱۰ ]                                            |
| ۶۶    | ۱۵ مهر, ۱۳۹۰ | ماشین سازی تبریز  | انصراف | تربیت یزد           | تربیت یزد از مسابقات انصراف داد                   |
| ۶۷    | ۱۵ مهر, ۱۳۹۰ | گیتی پسند اصفهان  | ۳-۰    | ابومسلم مشهد        | [ ۱۰ ]                                            |
| ۶۸    | ۱۵ مهر, ۱۳۹۰ | نیروی زمینی تهران | ۰-۱    | نفت مسجد سلیمان     | [ ۱۰ ]                                            |

## یک شانزدهم نهایی
| شماره | تاریخ        | تیم میزبان      | نتیجه  | تیم میهمان          | توضیحات                                            |
| ----- | ------------ | --------------- | ------ | ------------------- | -------------------------------------------------- |
| ۱     | ۳ آبان, ۱۳۹۰ | پرسپولیس        | ۱-۲    | مس رفسنجان          | [ ۱۱ ]                                             |
| ۲     | ۳ آبان، ۱۳۹۰ | سایپا کرج       | ۱-۰    | سیاه جامگان مشهد    |                                                    |
| ۳     | ۳ آبان، ۱۳۹۰ | شهرداری یاسوج   | ۰-۰    | تراکتورسازی تبریز   | شهرداری یاسوج با حساب ۴-۳ در ضربات پنالتی پیروز شد |
| ۴     | ۳ آبان، ۱۳۹۰ | فجر سپاسی شیراز | ۰-۱    | اتکا گرگان          |                                                    |
| ۵     | ۳ آبان، ۱۳۹۰ | مس کرمان        | انصراف | استقلال خوزستان     | استقلال خوزستان از مسابقات انصراف داد              |
| ۶     | ۳ آبان، ۱۳۹۰ | فولاد خوزستان   | ۰-۱    | سپاهان اصفهان       |                                                    |
| ۷     | ۳ آبان، ۱۳۹۰ | داماش گیلان     | ۱-۱    | نفت تهران           | داماش گیلان با حساب ۵-۴ در ضربات پنالتی پیروز شد   |
| ۸     | ۳ آبان، ۱۳۹۰ | ابومسلم مشهد    | ۲-۳    | ملوان بندر انزلی    |                                                    |
| ۹     | ۳ آبان، ۱۳۹۰ | شاهین بوشهر     | ۱-۳    | نیروی زمینی تهران   |                                                    |
| ۱۰    | ۴ آبان، ۱۳۹۰ | ذوب آهن اصفهان  | ۱-۲    | گسترش فولاد تبریز   |                                                    |
| ۱۱    | ۴ آبان، ۱۳۹۰ | مهر کرج         | ۱-۳    | راه آهن تهران       |                                                    |
| ۱۲    | ۴ آبان، ۱۳۹۰ | استقلال تهران   | ۱-۵    | شیرین فراز کرمانشاه |                                                    |
| ۱۳    | ۴ آبان، ۱۳۹۰ | صنعت نفت آبادان | ۱-۳    | گهر زاگرس           |                                                    |
| ۱۴    | ۴ آبان، ۱۳۹۰ | صبای قم         | ۱-۲    | پیام مخابرات شیراز  |                                                    |
| ۱۵    | ۴ آبان، ۱۳۹۰ | شهرداری اراک    | ۱-۰    | مس سرچشمه رفسنجان   |                                                    |
| ۱۶    | ۴ آبان، ۱۳۹۰ | شهرداری تبریز   | ۲-۱    | ماشین سازی تبریز    |                                                    |

## یک هشتم نهایی[۱۲]
| شماره | تاریخ       | تیم میزبان        | نتیجه | تیم میهمان      | توضیحات                                      |
| ----- | ----------- | ----------------- | ----- | --------------- | -------------------------------------------- |
| ۱۷    | ۶ آذر، ۱۳۹۰ | ذوب آهن اصفهان    | ۳-۲   | پرسپولیس        | [ ۱۳ ]                                       |
| ۱۸    | ۶ آذر، ۱۳۹۰ | مس سرچشمه رفسنجان | ۰-۰   | صبای قم         | صبای قم با حساب ۵-۴ در ضربات پنالتی پیروز شد |
| ۱۹    | ۶ آذر، ۱۳۹۰ | ماشین سازی تبریز  | ۲-۱   | داماش گیلان     |                                              |
| ۲۰    | ۶ آذر، ۱۳۹۰ | سیاه جامگان مشهد  | ۲-۱   | شهرداری یاسوج   |                                              |
| ۲۱    | ۷ آذر، ۱۳۹۰ | صنعت نفت آبادان   | ۲-۰   | فولاد خوزستان   |                                              |
| ۲۲    | ۷ آذر، ۱۳۹۰ | مس کرمان          | ۰-۳   | فجر سپاسی شیراز |                                              |
| ۲۳    | ۷ آذر، ۱۳۹۰ | ابومسلم مشهد      | ۱-۰   | شاهین بوشهر     |                                              |
| ۲۴    | ۷ آذر، ۱۳۹۰ | استقلال تهران     | ۰-۱   | مهر کرج         |                                              |

## یک چهارم نهایی
| شماره | تاریخ        | تیم میزبان    | نتیجه              | تیم میهمان    | توضیحات                                            |
| ----- | ------------ | ------------- | ------------------ | ------------- | -------------------------------------------------- |
| ۲۵    | ۱۸ آذر، ۱۳۹۰ | پرسپولیس      | ۳-۰ (در وقت اضافه) | استقلال تهران |                                                    |
| ۲۶    | ۲۴ آذر، ۱۳۹۰ | شهرداری یاسوج | ۱-۱                | فولاد خوزستان | شهرداری یاسوج با حساب ۴-۲ در ضربات پنالتی پیروز شد |
| ۲۷    | ۲۴ آذر، ۱۳۹۰ | داماش گیلان   | ۲-۱                | شاهین بوشهر   | [ ۱۵ ]                                             |
| ۲۸    | ۲۸ آذر، ۱۳۹۰ | صبای قم       | ۱-۱                | مس کرمان      | مس کرمان با حساب ۵-۴ در ضربات پنالتی پیروز شد      |

## نیمه نهایی
| شماره | تاریخ      | تیم میزبان    | نتیجه | تیم میهمان    | توضیحات |
| ----- | ---------- | ------------- | ----- | ------------- | ------- |
| ۲۹    | ۹ دی، ۱۳۹۰ | استقلال تهران | ۰-۱   | شهرداری یاسوج |         |
| ۳۰    | ۹ دی، ۱۳۹۰ | شاهین بوشهر   | ۰-۲   | مس کرمان      |         |

## فینال
| شماره | تاریخ          | تیم میزبان    | نتیجه | تیم میهمان  | توضیحات                                      |
| ----- | -------------- | ------------- | ----- | ----------- | -------------------------------------------- |
| ۳۱    | ۲۵ اسفند، ۱۳۹۰ | استقلال تهران | ۰-۰   | شاهین بوشهر | استقلال با حساب ۴-۱ در ضربات پنالتی پیروز شد |

- فینال جام حذفی در یک دیدار برگزار می‌شود [۱۷]

## جدول بازی‌ها
| ۱/۱۶ نهایی          | ۱/۱۶ نهایی |  |                 | ۱/۸ نهایی         | ۱/۸ نهایی |  |  | یک چهارم      | یک چهارم |  |  | نیمه نهایی    | نیمه نهایی |  |  | فینال         | فینال |
|                     |            |  |                 |                   |           |  |  |               |          |  |  |               |            |  |  |               |       |
| ذوب آهن اصفهان      | ۲          |  |                 |                   |           |  |  |               |          |  |  |               |            |  |  |               |       |
| گسترش فولاد تبریز   | ۱          |  |                 | ذوب آهن اصفهان    | ۲         |  |  |               |          |  |  |               |            |  |  |               |       |
| پرسپولیس            | ۲          |  | پرسپولیس        | ۳                 |           |  |  |               |          |  |  |               |            |  |  |               |       |
| مس رفسنجان          | ۱          |  |                 |                   |           |  |  | پرسپولیس      | ۰        |  |  |               |            |  |  |               |       |
| استقلال تهران       | ۵          |  |                 |                   |           |  |  | استقلال تهران | ۳        |  |  |               |            |  |  |               |       |
| شیرین فراز کرمانشاه | ۱          |  |                 | استقلال تهران     | ۱         |  |  |               |          |  |  |               |            |  |  |               |       |
| مهر کرج             | ۳          |  | مهر کرج         | ۰                 |           |  |  |               |          |  |  |               |            |  |  |               |       |
| راه آهن تهران       | ۱          |  |                 |                   |           |  |  |               |          |  |  | استقلال تهران | ۱          |  |  |               |       |
| سایپا کرج           | ۰          |  |                 |                   |           |  |  |               |          |  |  | شهرداری یاسوج | ۰          |  |  |               |       |
| سیاه جامگان مشهد    | ۱          |  |                 | سیاه جامگان مشهد  | ۱         |  |  |               |          |  |  |               |            |  |  |               |       |
| شهرداری یاسوج       | ۰(۴)       |  | شهرداری یاسوج   | ۲                 |           |  |  |               |          |  |  |               |            |  |  |               |       |
| تراکتورسازی تبریز   | ۰(۳)       |  |                 |                   |           |  |  | شهرداری یاسوج | ۱ (۴)    |  |  |               |            |  |  |               |       |
| صنعت نفت آبادان     | ۳          |  |                 |                   |           |  |  | فولاد خوزستان | ۱ (۲)    |  |  |               |            |  |  |               |       |
| گهر زاگرس           | ۱          |  |                 | صنعت نفت آبادان   | ۰         |  |  |               |          |  |  |               |            |  |  |               |       |
| فولاد خوزستان       | ۱          |  | فولاد خوزستان   | ۲                 |           |  |  |               |          |  |  |               |            |  |  |               |       |
| سپاهان اصفهان       | ۰          |  |                 |                   |           |  |  |               |          |  |  |               |            |  |  | استقلال تهران | ۰ (۴) |
| شهرداری تبریز       | ۱          |  |                 |                   |           |  |  |               |          |  |  |               |            |  |  | شاهین بوشهر   | ۰ (۱) |
| ماشین سازی تبریز    | ۲          |  |                 | ماشین سازی تبریز  | ۱         |  |  |               |          |  |  |               |            |  |  |               |       |
| داماش گیلان         | ۱ (۵)      |  | داماش گیلان     | ۲                 |           |  |  |               |          |  |  |               |            |  |  |               |       |
| نفت تهران           | ۱ (۴)      |  |                 |                   |           |  |  | داماش گیلان   | ۱        |  |  |               |            |  |  |               |       |
| ابومسلم مشهد        | ۳          |  |                 |                   |           |  |  | شاهین بوشهر   | ۲        |  |  |               |            |  |  |               |       |
| ملوان بندر انزلی    | ۲          |  |                 | ابومسلم مشهد      | ۰         |  |  |               |          |  |  |               |            |  |  |               |       |
| شاهین بوشهر         | ۳          |  | شاهین بوشهر     | ۱                 |           |  |  |               |          |  |  |               |            |  |  |               |       |
| نیروی زمینی تهران   | ۱          |  |                 |                   |           |  |  |               |          |  |  | شاهین بوشهر   | ۲          |  |  |               |       |
| شهرداری اراک        | ۰          |  |                 |                   |           |  |  |               |          |  |  | مس کرمان      | ۰          |  |  |               |       |
| مس سرچشمه رفسنجان   | ۱          |  |                 | مس سرچشمه رفسنجان | ۰ (۴)     |  |  |               |          |  |  |               |            |  |  |               |       |
| صبای قم             | ۲          |  | صبای قم         | ۰ (۵)             |           |  |  |               |          |  |  |               |            |  |  |               |       |
| پیام مخابرات شیراز  | ۱          |  |                 |                   |           |  |  | صبای قم       | ۱ (۴)    |  |  |               |            |  |  |               |       |
| مس کرمان            | -          |  |                 |                   |           |  |  | مس کرمان      | ۱ (۵)    |  |  |               |            |  |  |               |       |
| استقلال خوزستان     | انصراف     |  |                 | مس کرمان          | ۳         |  |  |               |          |  |  |               |            |  |  |               |       |
| فجر سپاسی شیراز     | ۱          |  | فجر سپاسی شیراز | ۰                 |           |  |  |               |          |  |  |               |            |  |  |               |       |
| اتکا گرگان          | ۰          |  |                 |                   |           |  |  |               |          |  |  |               |            |  |  |               |       |

## قهرمان
| قهرمان جام حذفی فوتبال ایران ۱۳۹۰–۱۳۹۱ |
| -------------------------------------- |
| استقلال تهران ششمین قهرمانی            |

## حواشی
استقلال پس از شکست تیم پرسپولیس با نتیجه ۳-۰ و غلبه بر شهرداری یاسوجراهی فینال جام حذفی و بازی مقابل شاهین بوشهر شد. قرار شد که بازی در زمین ورزشگاه حافظیه شیراز باشد که این امر با مخالفت باشگاه استقلال به دلیل ظرفیت کم (۱۴ هزار نفر) و کیفیت بسیار نامناسب و فاصله ۹۰ کلیومتری با بوشهر روبه رو شد. اما با اصرار سازمان لیگ در همان زمین برگزار شد. قابل ذکر است در همان روز ورزشگاه ۵۰ هزار نفری غدیر اهواز افتتاح شدکه مشخص نشد چرا فدراسیون با انجام بازی در این ورزشگاه مدرن مخالفت کرد. در شب قبل بازی نیز ۴۰۰۰ بلیت در شهر بوشهر فروخته شد که این یکی از تخلفاتی بود که به ضرر استقلال انجام شد.همچنین قرار دادن سکوی اهدای جام در سمت هواداران تیم بازنده از اقدامات سوال‌برانگیز بود.
پس از قهرمانی استقلال در جام حذفی ۱۳۹۰ در اقدامی بحث‌برانگیز صداوسیما از پخش مراسم اهدای جام، به بهانه طولانی شدن مسابقه خودداری کرد و به جای آن به پخش تکرار یک سریال طنز پرداخت.این اقدام اعتراض رسمی باشگاه استقلال را در پی داشت.